# Dézna község
Dézna község (románul: Comuna Dezna) község Arad megyében, Romániában. Központja Dézna, beosztott falvai Bajnokfalva, Déznaláz, Kisfeketefalu, Mikószalatna.

## Népessége
A 2011-es népszámlálás adatai alapján a község népessége 1198 fő volt.